# Kragholm
Kragholm er en bebyggelse i det nordlige Angel (Sydslesvig) i Nordtyskland. Administrativt hører stedet under Munkbrarup Kommune i Slesvig-Flensborg kreds. I kirkelig henseende hører stedet under Munkbrarup Sogn. Sognet lå i Munkbrarup Herred, tidligere Husby Herred (Flensborg Amt), da Slesvig var dansk indtil 1864. 
Kragholm er beliggende nordøst for Munkbrarup i læ af en bakketop, som kaldes for Kragholmhøj (Kragholmhy). Bebyggelsen bestod 1844 af to gårde og to kådnersteder (husmandssted). Der er flere gravhøje ved stedet. Stednavnet nævnes første gang 1624 som Kraghollm, den angeldanske/jyske variant er Krachholm. Forleddet henføres fuglenavnet krage, efterleddet er holm.